# Cmentarz psów
Cmentarz psów (cz. Psí hřbitov) – nazwa polany w Czechach, położonej 670 m n.p.m., na której znajdują się nagrobki kilkudziesięciu psów myśliwskich i domowych. 

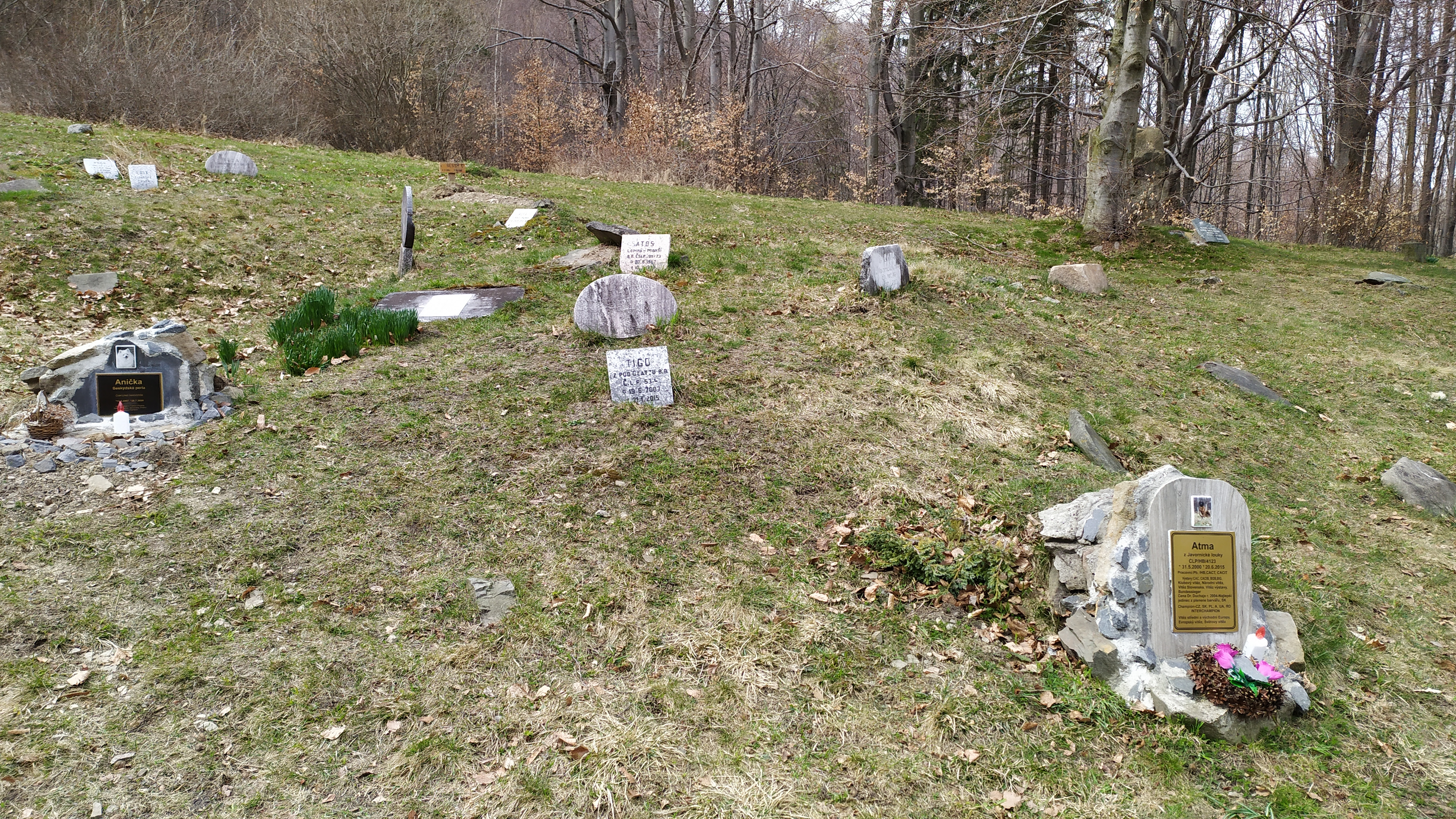
Nagrobki

## Opis
Cmentarz został założony przez miejscowego myśliwego i pisarza Vladislava Kropa w 1977 roku. Był właścicielem psów rasy posokowiec bawarski. Zakładając cmentarz, kierował się uczuciem do swoich zwierzęcych towarzyszy, którym w ten sposób chciał oddać hołd. Miejsce to szybko zyskało popularność wśród miejscowych myśliwych, którzy również później pochowali swe psy na tej polanie.  Charakterystycznymi cechami są otaczający cmentarz las bukowy, ambona myśliwska znajdująca się po przeciwnej stronie polany i kamienne lub drewniane nagrobki. Corocznie przybywa tutaj więcej psów. Niektóre wygrywały w ciągu swojego życia wiele konkursów i mają na swoim koncie kilka europejskich odznak wagi europejskiej, co uwzględniono wśród informacji umieszczonych na nagrobkach.  
Cmentarz znajduje się w Republice Czeskiej w Kraju morawsko-śląskim, w południowej części Wędryni, około półtora kilometra od drogowskazu U Malého Kozince, idąc  niebieskim szlakiem turystycznym w kierunku Bystrzycy.

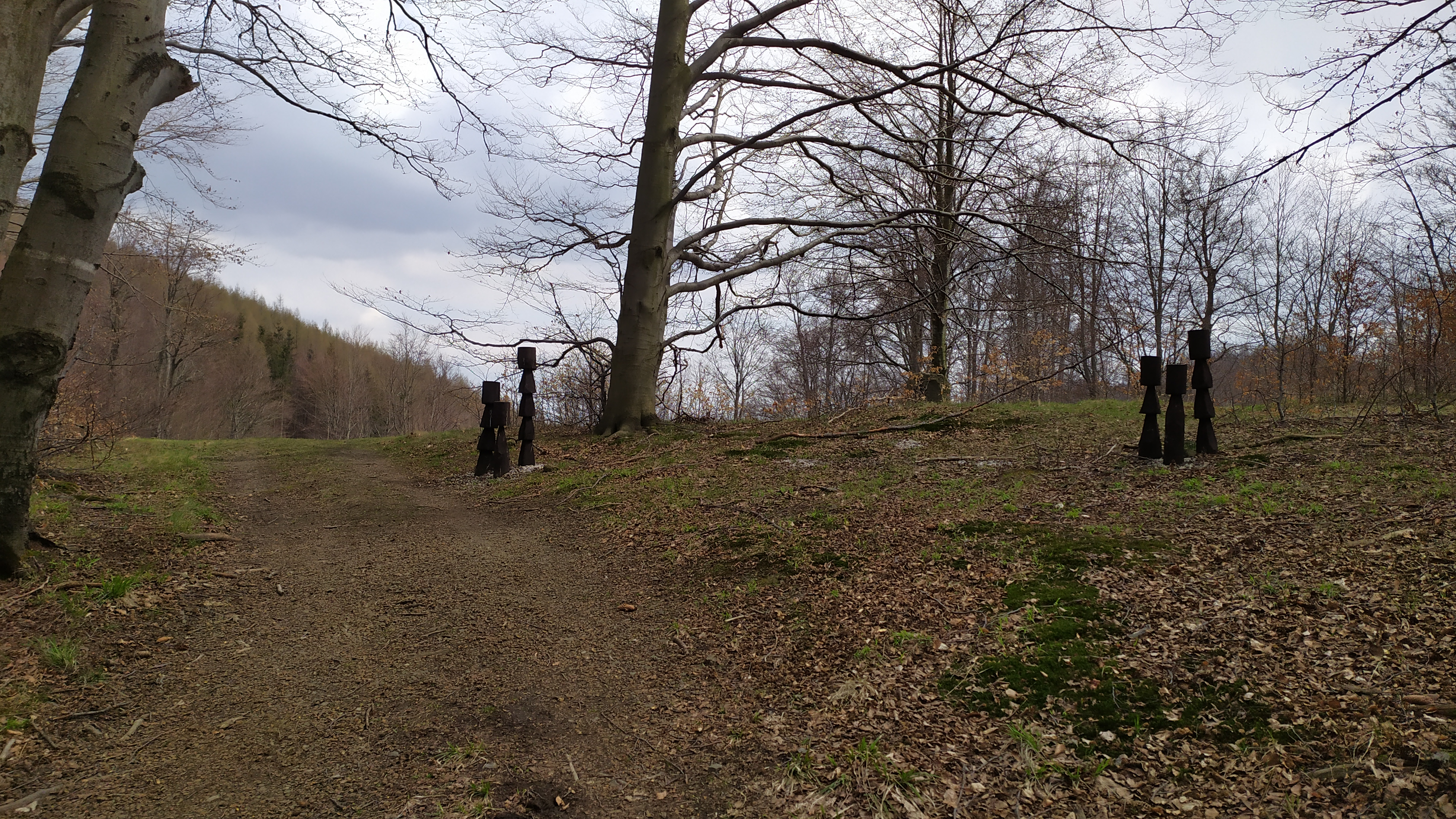
Brama psího hřbitova

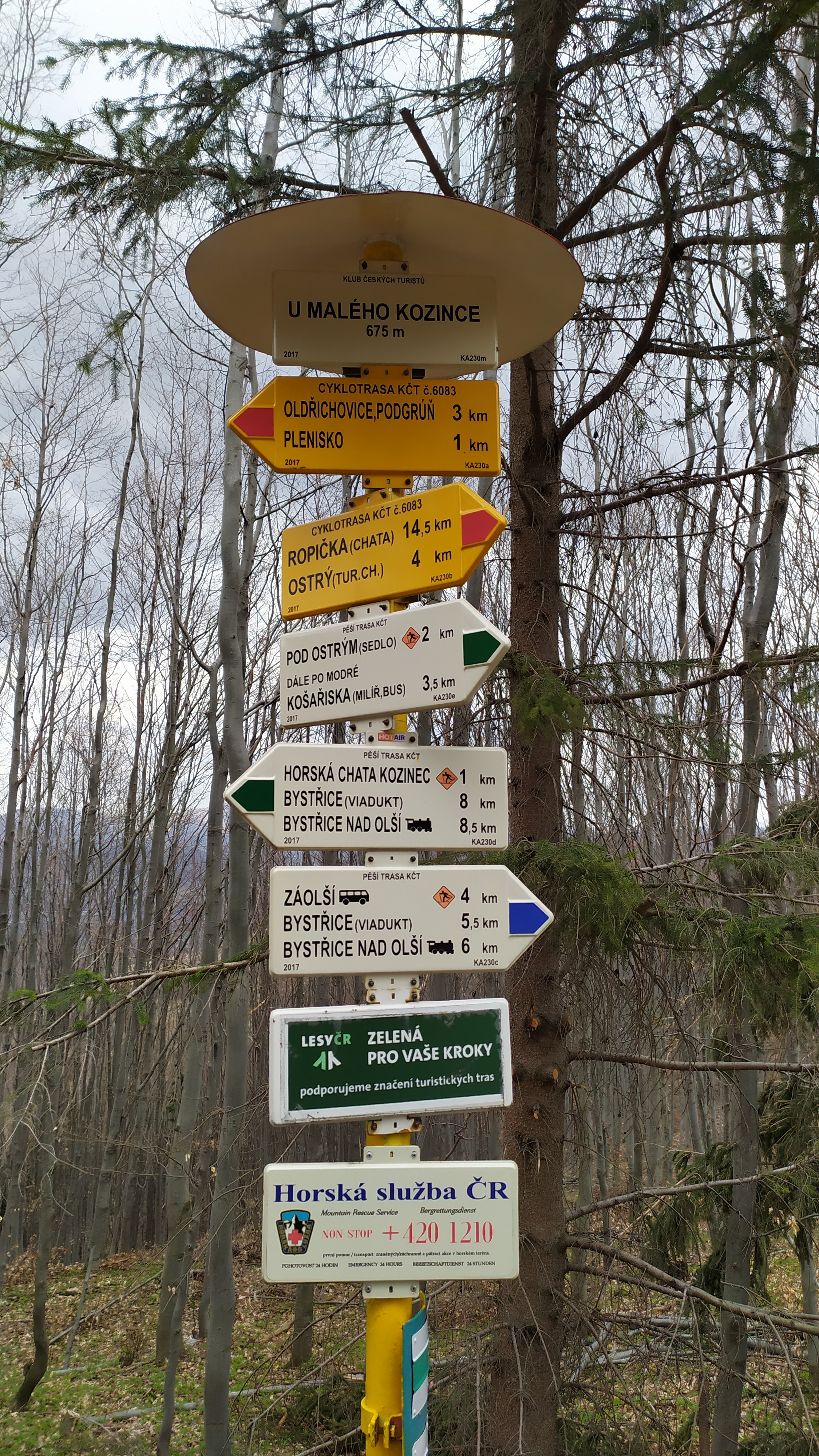
Drogowskaz

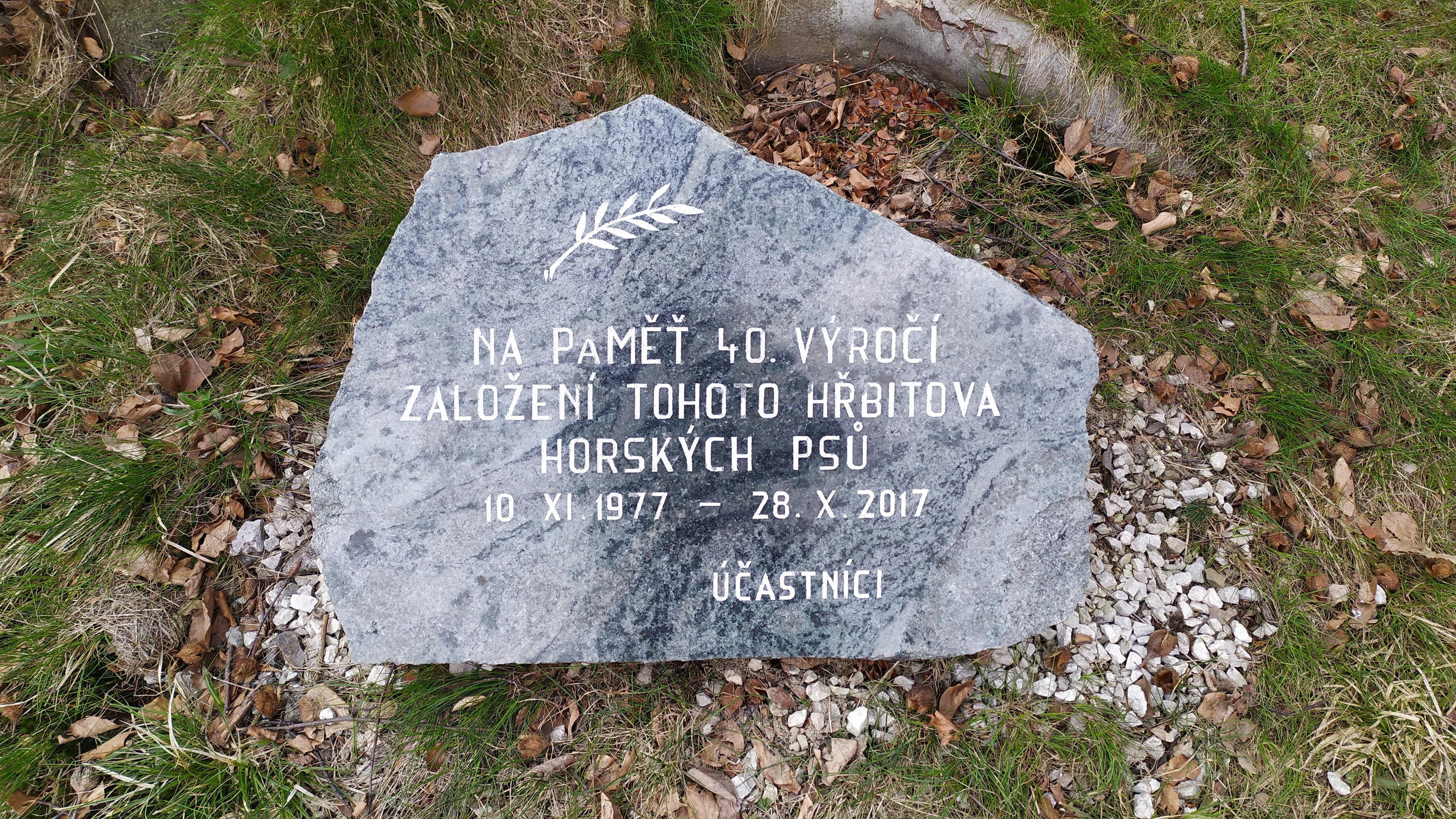
Tablica z okazji 40-stej rocznicy